# Woodland Hills (Los Angeles)
Woodland Hills est un quartier de la ville de Los Angeles en Californie situé dans la vallée de San Fernando.

## Climat
Le climat de Woodland Hills est un climat méditerranéen avec des étés chauds et secs et des hivers doux et pluvieux. Ce quartier détient le record de la température la plus élevée jamais relevée à Los Angeles : 49 °C le 22 juillet 2006[réf. nécessaire].

## Démographie
Le Los Angeles Times considère le quartier comme hautement peu divers du point de vue ethnique, 78,3 % blanche non hispaniques, 7,6 % de la population étant hispanique, 7,1 % asiatique, 2,9 % afro-américaine et 4,1 % appartenant à une autre catégorie ethno-raciale.

## Personnalités liées
Woodland Hills accueille le Motion Picture & Television Country House and Hospital, une communauté de retraités pour les personnes ayant travaillé dans la télévision ou au cinéma. Pour cette raison, de nombreuses personnalités du monde du divertissement décèdent à Woodland Hills.
Diane McBain, actrice américaine est décédée à Woodland Hills.